# Maria Teresa Silveira de Barros Camargo
Maria Teresa Silveira de Barros Camargo (Piracicaba, 12 de novembro de 1894 — São Paulo, 29 de julho de 1975) foi uma política e empresária brasileira, diretora da Machina São Paulo, em Limeira, fundada por seu marido Trajano de Barros Camargo. Era conhecida como Dona Teresinha.
Foi uma das primeiras prefeitas do Brasil, tendo sido nomeada na cidade paulista de Limeira, em 1934. Também foi a primeira deputada do Estado de São Paulo, eleita para a Constituinte de 1934.
Viúva de Dr. Trajano de Barros Camargo, carregou seu legado, assumindo todos os negócios do marido, incluindo empresas em Santos e Limeira e uma fazenda em Brotas. Enfrentou as dificuldades da época para as mulheres e mostrou-se vitoriosa na educação de seus nove filhos (dois deles mortos).
Era neta do primeiro presidente civil do Brasil, o ituano Prudente de Morais, nascida três dias antes de sua posse em 15 de novembro de 1894, tendo sido batizada no Palácio do Itamaraty, onde era a sede do governo.

## Biografia
Após tornar-se viúva do Dr. Trajano de Barros Camargo assumiu a direção da Indústria Machina São Paulo que, em 1931, constituiu sua gráfica própria,  com  equipamentos  de  um  pequeno órgão de imprensa desativado, tornando-se uma das mais modernas e completas gráficas de todo o Brasil, na época. A Machina imprimia material de uso próprio, catálogos publicitários, boletins e outros. Merece destaque que, em 1932, Maria Thereza  imprimiu  os  boletins  da  revolução constitucionalista,  que  eram  vendidos  em Limeira e região, colaborando com os soldados revolucionários, com impressão tipográfica em várias cores, e em policromia. À frente da Machina São Paulo, D. Therezinha participa ainda do esforço bélico da revolução, produzindo corpos de granadas de mão. Soma-se a isso o fato de haver prestado grandes serviços ao Curso de Enfermagem, ao Hospital do Sangue de Limeira e à Assistência às Famílias dos Voluntários, contribuindo com a campanha de fornecimento de roupas aos soldados que estavam no front. Foi  neste  mesmo  município  que  concentrou suas atividades políticas e sociais, mesmo antes de exercer cargos públicos, tendo fundado, inclusive,  a  Associação  Cívica Feminina de Limeira. Outra  realização de D. Therezinha foi a Escola Profissional Trajano  Camargo, criada pelo governo do Estado em 1933, de acordo com seu pedido. A Machina São Paulo doou as primeiras máquinas para iniciar o funcionamento da escola. Em reconhecimento à prestação destes serviços ao município e ao Estado, Armando de Salles, então interventor federal em São Paulo e futuro governador, nomeou Maria Thereza prefeita de Limeira por alguns meses em 1934, tornando-a a primeira mulher a assumir uma prefeitura no Estado de São Paulo, e uma das três ou quatro primeiras no Brasil inteiro. Segundo a Câmara Municipal de Limeira, em seu governo, Maria Thereza calçou as ruas do centro de Limeira, então de terra, com o próprio dinheiro, uma vez que a prefeitura não tinha verba suficiente. Em 1935, deixou a prefeitura ao ser eleita deputada estadual em São Paulo pelo Partido Constitucionalista, somando 223.091 votos, no total. Foi uma das duas únicas mulheres eleitas na  ocasião,  juntamente  com  Maria Thereza Nogueira de Azevedo. Professora de formação, defendeu prioritariamente a Educação durante seu mandato legislativo. Assumiu a cadeira até 1937, quando a Assembleia Legislativa foi fechada e os partidos políticos extintos, em decorrência do Estado Novo. Após o fim deste regime político, em 1945, segundo  depoimento de sua neta Thereza Christina Rocque da Motta, D. Therezinha não se candidatou mais, porém permaneceu ativa na área pública, trabalhando sempre nos bastidores, acompanhando a vida política e cultural brasileira. Filiou-se ao PSD, junto com Ulysses Guimarães e, quando o partido se associou ao PTB, em 1948, ela apoiou Getúlio  Vargas - que  havia  cassado seu mandato parlamentar em 1937 - durante sua campanha  política  pelo  interior  do  Brasil  para eleição à Presidência da República. Faleceu em 29 de julho de 1975, em São Paulo, onde foi residir definitivamente após 1960, aos 81 anos de idade.

## Discurso sobre 1932
Durante  seu  mandato,  Maria  Thereza participou da Assembleia Estadual Constituinte que promulgou a Constituição de São Paulo em 09 de julho de 1935. Neste sentido, pedindo a reconstitucionalização do Estado, a parlamentar discorre sobre a data de 23 de maio de 1932, ocasião  em  que  um  confronto  dos  paulistas, que pediam maior autonomia estadual e uma constituição própria, com as tropas do Governo de  Getúlio  Vargas  acabou  matando  quatro estudantes de São Paulo. Esse  episódio  originou  o  movimento conhecido como MMDC, que tinha esse nome por causa dos quatro jovens assassinados: Martins, Miragaia, Dráusio e Camargo. Um quinto jovem foi gravemente ferido e morreu meses depois, em   agosto, Orlando de Oliveira Alvarenga. Meses depois, em 9 de julho, os revolucionários decidiram pegar em armas e convocar voluntários para o que ficou conhecido como Revolução Constitucionalista. Nas palavras da parlamentar Maria Thereza em sessão legislativa: “O 23 de maio é, portanto, um dia que fala eloquentemente ao nosso civismo e que nos toca o coração, porque foi precisamente nessa data que os paulistas, num belo gesto de independência e de altivez, readquiriram, sob  impulso  indômito,  sua  autonomia, ineptamente sacrificada. Todavia, aves agoureiras do mal corvejavam sobre nós,  buscando  desviar-nos do rumo, prévia e cuidadosamente  traçado, obrigando-nos,  consequentemente,  a levantar bem alto a nossa sagrada bandeira de  reivindicações,  que  sintetizava  os anseios  de  todos  os  brasileiros  livres,    – reconstitucionalização. Dado  o  brado  de  alarme,  o  nosso  povo, numa  edificante  e  verdadeiramente maravilhosa transmutação, trocou as suas vestes  de  operário  da  grandeza  comum, que lutava firmemente pela concretização de um ideal desde há muito acalentado e, envergando a túnica do soldado, marchou para  o  bom  combate,  para  o  combate  da redenção, sem a qual não poderia haver progresso e prosperidade, escrevendo, com o heroísmo dos iluminados, sobre o solo da pátria angustiada, a página homérica de 9 de julho de 1932.” (discurso proferido na 33ª Sessão Ordinária do Poder Constituinte, realizada em 23 de maio de 1935).

## Discurso sobre a autonomia política e financeira dos municípios
Ainda  durante  as  discussões  da  Assembleia Constituinte,  a  deputada  faz  referência  a  sua experiência  enquanto  prefeita  de  Limeira  para justificar suas posições sobre a organização política-administrativa do Estado, discutindo a autonomia política e financeira dos municípios: “Como  prefeita  que  fui  de  um  dos  mais importantes   municípios   do   estado, conhecedora,   portanto,   da   atuação do Departamento de Administração Municipal,  em  todos  os  seus  detalhes, venho  discordar  do  ilustre  deputado Bento Sampaio Vidal, já porque o Partido Constitucionalista inscreve em seu programa o princípio da autonomia ‘política’ e não ‘financeira’ dos municípios, já porque os  resultados  práticos  obtidos  no  sistema atual não podem deixar de ser reconhecidos como superiores aos do regime de completo desamparo  e  que  se  encerrou  com  um déficit de cerca de 230.000:000$00 e uma sobrecarga  de  erros  administrativos,  que tornam o prejuízo incalculável. A autonomia política dos municípios, mas só esta, é que entrou para o programa do partido  político  a  que  o  nobre  deputado Sr.  Bento  Sampaio  Vidal  e  eu  estamos filiados. A autonomia financeira e irrestrita não figurou, nem podia ter figurado no seu programa,  de  vez  que  a  própria  bancada constitucionalista,  na  Câmara  Federal,  foi quem  mais  vigorosamente  se  bateu  pela inclusão,  na  Carta  Magna,  do  dispositivo que permite aos estados a criação de órgãos de assistência técnica e de fiscalização das finanças municipais.” (discurso proferido na 36ª Sessão Ordinária do Poder Constituinte, realizada em 27 de maio de 1935).

## Discurso sobre reivindicações femininas
Já nas sessões ordinárias ocorridas após o período constituinte, Maria Thereza utilizou seu mandato para discorrer sobre temas   diversos, como a proposta de anexação do município de São Caetano do Sul à capital paulista, em 1935, de acordo com clamor de seus habitantes que se sentiam deixados à margem do desenvolvimento industrial. Em mais de um pronunciamento, também em 1935, a parlamentar defende o desenvolvimento da sericicultura no Estado de São Paulo, considerando que a indústria da seda poderia gerar uma grande fonte  de  renda  e, inclusive, tendo apresentado projeto de lei autorizando o governo do estado de São Paulo a receber, em  doação, terreno oferecido pela prefeitura de Limeira para a instalação de uma estação sericícola experimental. Em setembro deste mesmo ano, Maria Thereza Silveira de Barros Camargo faz referência e enaltece a outra pioneira da representação feminina nas Casas Legislativas: Carlota Pereira de Queirós, a primeira deputada federal da história do Brasil, eleita pelo estado de São Paulo em 1934, que também ocupou seu cargo até o início da Ditadura do Estado Novo, quando Vargas fechou o Congresso Nacional. Diz a deputada Maria Thereza: “Refiro-me à fulgurante oração da Dra. Carlota Pereira de Queirós, proferida  na Câmara Federal, em 8 do corrente. Sr. Presidente, trata-se de uma obra de elevado valor, tanto na forma como no fundo, em que a insigne artista da palavra, soube, com o fascínio do seu primoroso talento, colocar a questão das reivindicações femininas em nossa pátria em seus justos e exatos termos. A preclara representante da mulher, no parlamento nacional, que teve a fortuna da  primazia, no  Brasil, de  receber essa alta investidura, e que desempenha com a elegância e a superioridade dignas de uma paulista de escola (muito bem), acaba de focalizar, magistralmente, um problema de palpitante atualidade, e que deve, por todos os títulos, figurar também em nossos Anais, como joia inapreciável de ideias cintilantes engastadas no ouro de lei de uma forma deslumbrante.” (discurso proferido na 45ª Sessão Ordinária, realizada em 2 de setembro de 1935).